# 帕托魯山
帕托魯山（意為「青蛙山」，相傳此山有一貌似蛙的大岩石而得名。）是臺灣中央山脈北段的一座高山，位於花蓮縣秀林鄉富世村、銅門村與景美村交界，海拔3102.1公尺，為臺灣百岳之一，山頂立有編號5985之三等三角點。山勢南北狹長，北緩南陡，山區植被以針葉林為主，北側近稜線處夾有灌木林與箭竹原，東北側山坡為三棧溪的發源地。山脊略呈西北—東南走向，與西北方的立霧主山、西南方的太魯閣大山等高山構成奇萊北峰向東延伸的支稜，亦為太魯閣國家公園的南界。